# Simbol
Simbol je svaki fenomen kojemu je društveno ili kulturalno pripisano neko značenje, to je mehanizam komunikacije kojeg koriste samo ljudi. Simbol je riječ ili izraz proširenog značenja, na primjer srce je ljudski organ, ali simbolički predstavlja i ljubav.

## U analitičkoj psihologiji
Po Carl Gustav Jungu simbol se po svom značenju strogo razlikuje od pojma prostog znaka. Znak je semiotičan, on je analogija koja ukazuje na shvaćanje neke poznate stvari unutar društvene konvencije, dok simbol u sebi sadržava najjasnije moguće shvaćanje, ili najbolju moguću formulaciju neke relativno nepoznate stvari, simbol je stoga uvijek bremenit značenjima, to jest on je živ pa izaziva intelektualni, filozofski, etički i estetički interes. Simbol dakle nije namjeran opis neka poznate stvari, to jest alegorija, simbol je ono objašnjenje koje upućuje na neko još nepoznato i nerazumljivo (transcendentno) stanje stvari. Simbol je po Jungu izrazito kompleksna pojava, on nije ni racionalne ni iracionalne prirode, ima jednu stranu koja se odaziva razumu ali i jednu koja je razumu nepristupačna iz razloga što se simbol sastavlja iz svih psihičkih funkcija, onih racionalnih ali i onih iracionalnih činjenica čisto unutarnjeg i vanjskog opažanja.

## Vanjske poveznice
- LZMK / Hrvatska enciklopedija: simbol
- LZMK / Proleksis enciklopedija: simbol